# Attiéké

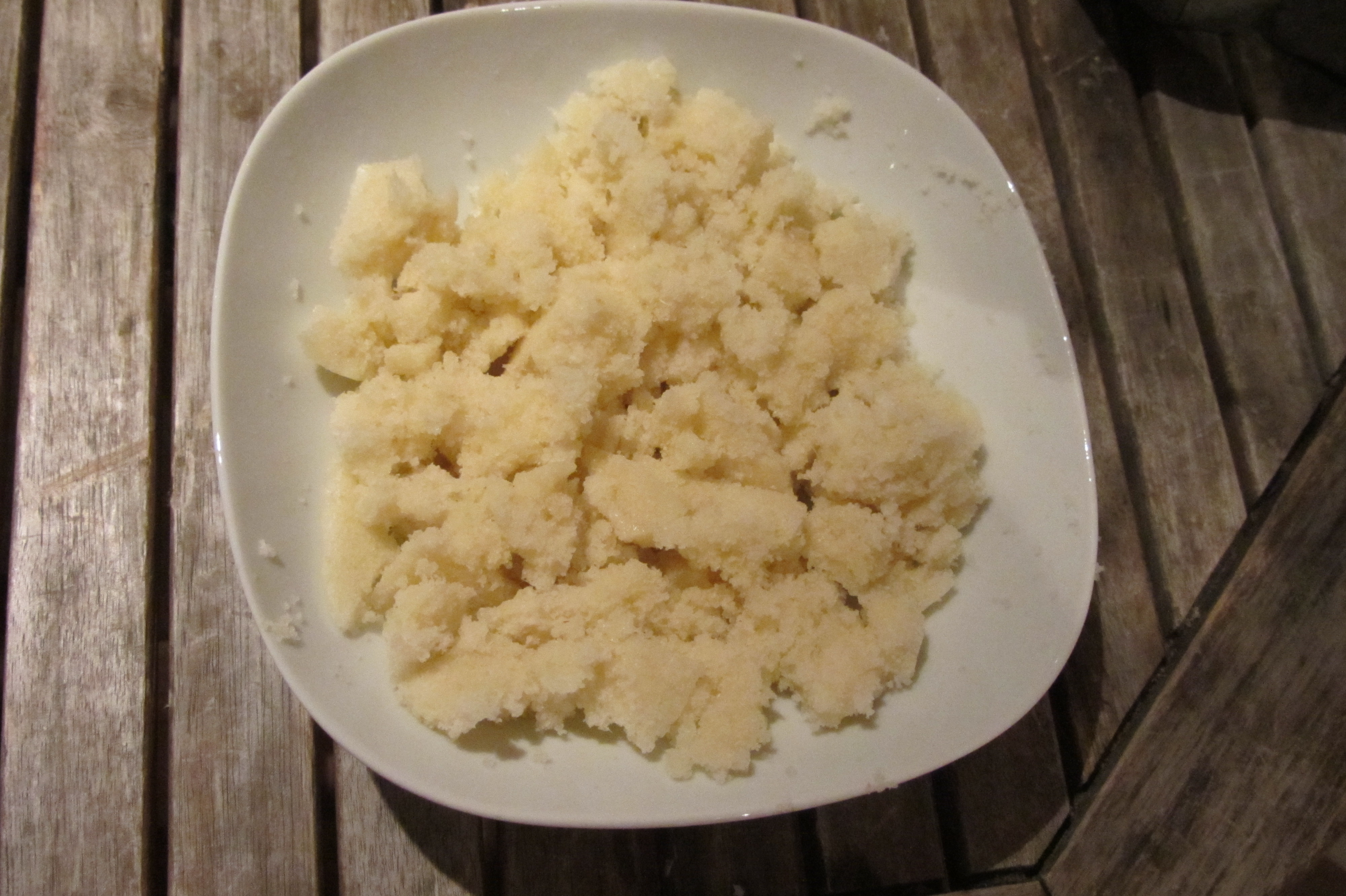
Plat d'attiéké, propi del sud de Costa d'Ivori.

Attiéké (escrit de vegades acheke) és un acompanyament preparat amb mandioca que forma part de la gastronomia de Costa d'Ivori a l'Àfrica. La base del plat és polpa de mandioca rallada o granulada fermentada. També es prepara attiéké dessecat, amb una textura similar al couscous. És un plat tradicional i comú a Costa d'Ivori, que es va originar a la regió sud del país, i el mètode per a la seva preparació és ben conegut a Costa d'Ivori i a Benín. A Costa d'Ivori, aquest plat se serveix com a acompanyament de Kedjenou, un tipus de guisat. L'attiéké fresc es fa malbé ràpidament, i en general ha de ser consumit dins de les 24 hores posteriors a la seva preparació. Com que és un producte de vida molt curta, és difícil implementar la distribució massiva des de zones rurals a zones urbanes.

## Preparació
La mandioca és pelada, triturada i barrejada amb una petita quantitat de mandioca fermentada prèviament (que té diferents noms depenent de l'ètnia que ho produeix. Es diu mangnan Ebrié lidjrou en Adjoukrou i bêdêfon en allandjan), a continuació, la pasta així obtinguda es deixa novament fermentar durant un o dos dies. Al final del temps de fermentació que ha permès eliminar l'àcid cianhídric que conté en gran proporció la mandioca natural, la polpa es deshidrata, tamitzada, i assecada, i a continuació es realitza l'última cocció al vapor. Després d'uns minuts de cocció, l'attiéké està llest per al consum.